# در پناه بلوط
در پناه بلوط عنوان فیلم مستندی به کارگردانی مهدی نورمحمدی است که در سی و دومین دوره جشنواره فیلم فجر موفق به دریافت سیمرغ‌بلورین بهترین دستاورد فنی و هنری شد. 
این فیلم در هفتمین جشنواره بین‌المللی فیلم مستند ایران (سینما حقیقت) نامزد دریافت پنج جایزه از جمله: بهترین کارگردانی فیلم بلند،بهترین کارگردانی بخش علمی ـ زیست‌محیطی ،بهترین تصویربرداری ،بهترین تدوین و بهترین دستاورد فنی شد که در نهایت توانست دو تندیس بهترین فیلم مستندبلند(مهدی نورمحمدی) و بهترین تدوین (صادق رضانیا) را کسب کند.

 این مستند هم چنین جایزه ویژه داوران، دیپلم افتخار جشنواره چهل و پنجم رشد را نیز دریافت کرد.

نور محمدی از تحقیق و پژوهش ویژه، زمان چهارساله ساخت و بیش از چهارصد روز تصویر برداری اثر خبر داد.
 . مستند "در پناه بلوط" پس از نمایش با بازخورد های مثبتی روبرو شد. کیفیت ساخت، نوع روایت و تلاش برای ایرانی بودن از ویژگی های این مستند ذکر شده است. 

## موضوع
این فیلم مستند به بررسی و شیوه زندگی سنجاب ایرانی در جنگل‌های بلوط استان ایلام و همچنین خطرهایی که از سوی انسانها از جمله شکار و از بین بردن محیط زندگی و در معرض انقراض قرار دادن سنجاب‌هاست می‌پردازد.

## جوایز
این فیلم در جشنواره سینما حقیقت سال 1396 برنده بهترین جایزه بهترین صدا و بهترین فیلم مستند بلند شد.